# Lactarius xanthydrorheus
Lactarius xanthydrorheus é um fungo que pertence ao gênero de cogumelos Lactarius na ordem Russulales. Foi descrito cientificamente pelo micologista alemão Rolf Singer em 1945.